# Stars: The Best of 1992–2002
Stars es un álbum compilatorio de grandes éxitos de la banda irlandesa de rock The Cranberries lanzado en el año 2002 y que reúne las canciones más reconocidas del grupo durante el periodo 1992 - 2002. Algunas de las canciones son versiones diferentes a las incluidas en los álbumes. Incluye dos canciones nuevas, «New New York» y «Stars». También incluye un tema elegido por votación de los fanes, «Daffodil Lament», perteneciente al disco de 1994 No Need to Argue. El álbum ha vendido más de dos millones de copias en todo el mundo.

## Lista de canciones
| N.º   | Título                                        | Duración |  |
| 1.    | «Dreams»                                      | 4:15     |  |
| 2.    | «Linger»                                      | 4:34     |  |
| 3.    | «Zombie»                                      | 5:07     |  |
| 4.    | «Ode to My Family»                            | 4:31     |  |
| 5.    | «I Can't Be with You»                         | 3:07     |  |
| 6.    | «Ridiculous Thoughts» (edición para radio)    | 3:36     |  |
| 7.    | «Salvation»                                   | 2:24     |  |
| 8.    | «Free to Decide» (edición alternativa)        | 3:23     |  |
| 9.    | «When You’re Gone» (edición alternativa)      | 3:52     |  |
| 10.   | «Hollywood» (edición alternativa)             | 4:19     |  |
| 11.   | «Promises» (edición para radio)               | 3:32     |  |
| 12.   | «Animal Instinct»                             | 3:32     |  |
| 13.   | «Just My Imagination» (edición alternativa)   | 3:13     |  |
| 14.   | «You & Me» (edición alternativa)              | 3:17     |  |
| 15.   | «Analyse»                                     | 4:06     |  |
| 16.   | «Time is Ticking Out»                         | 3:01     |  |
| 17.   | «This is The Day»                             | 4:15     |  |
| 18.   | «Daffodil Lament» (tema votado por los fanes) | 6:06     |  |
| 19.   | «New New York» (inédita)                      | 4:09     |  |
| 20.   | «Stars» (inédita)                             | 3:31     |  |
| 77:05 |                                               |          |  |

### CD extra
La versión limitada del recopilatorio incluye cinco canciones en directo grabadas en Estocolmo, Suecia.
| N.º | Título                                                          | Duración |  |
| 1.  | «Zombie»                                                        | 5:05     |  |
| 2.  | «Ode To My Family»                                              | 4:20     |  |
| 3.  | «Animal Instinct»                                               | 3:29     |  |
| 4.  | «Salvation»                                                     | 2:28     |  |
| 5.  | «Daffodil Lament»                                               | 4:20     |  |
| 6.  | «Zombie» (versión censurada del vídeo) (sólo en el Reino Unido) | 5:17     |  |

### Edición de lujo
La edición de lujo de la recopilación adjunta un CD con los mejores 20 éxitos y un segundo CD con canciones no incluidas en los discos anteriores (B-Sides); también incluye un DVD titulado Stars: The Best of Videos 1992–2002, el cual reúne todos los vídeos de la banda, entrevistas, entre otros contenidos.
- 1 Reason 2:01

- 2 Them 3:41

- 3 What You Were 3:40

- 4 Don't Need 3:32

- 5 So Cold In Ireland 4:44

- 6 Cordell 3:39

- 7 Liar 2:22

- 8 Baby Blues 2:38

- 9 The Sweetest Thing 3:33

- 10 Such A Shame 4:23

- 11 Paparazzi On Mopeds 4:32

- 12 Zombie 7:53